# Комориця (Плетерниця)
45°14′ пн. ш. 17°43′ сх. д. / 45.23° пн. ш. 17.72° сх. д.
Комориця (хорв. Komorica) — населений пункт у Хорватії, у Пожезько-Славонській жупанії у складі міста Плетерниця.

## Населення
Населення за даними перепису 2011 року становило 188 осіб.
Динаміка чисельності населення поселення:

## Клімат
Середня річна температура становить 11,19 °C, середня максимальна – 25,90 °C, а середня мінімальна – -5,74 °C. Середня річна кількість опадів – 819 мм.
| Клімат поселення                              | Клімат поселення | Клімат поселення | Клімат поселення | Клімат поселення | Клімат поселення | Клімат поселення | Клімат поселення | Клімат поселення | Клімат поселення | Клімат поселення | Клімат поселення | Клімат поселення | Клімат поселення |
| Показник                                      | Січ.             | Лют.             | Бер.             | Квіт.            | Трав.            | Черв.            | Лип.             | Серп.            | Вер.             | Жовт.            | Лист.            | Груд.            |                  |
| Середній максимум, °C                         | 7,14             | 8,68             | 13,21            | 17,85            | 22,81            | 25,90            | 25,10            | 24,43            | 20,44            | 15,15            | 9,48             | 5,30             |                  |
| Середня температура, °C                       | 0,70             | 2,24             | 6,77             | 11,40            | 16,37            | 19,46            | 21,36            | 20,68            | 16,68            | 11,36            | 5,71             | 1,55             |                  |
| Середній мінімум, °C                          | −5,74            | −4,2             | 0,32             | 4,97             | 9,93             | 13,02            | 17,60            | 16,93            | 12,92            | 7,61             | 1,96             | −2,22            |                  |
| Норма опадів, мм                              | 52               | 51               | 52               | 64               | 74               | 99               | 73               | 70               | 61               | 74               | 82               | 67               |                  |
| Середньомісячна швидкість вітру, м/с          | 1.74             | 2.01             | 2.31             | 2.24             | 2.02             | 1.90             | 1.82             | 1.68             | 1.64             | 1.64             | 1.74             | 1.81             |                  |
| Середньомісячна сонячна радіація, кДж/м²·день | 4318             | 7060             | 10907            | 15291            | 19431            | 21347            | 22402            | 20365            | 14952            | 9270             | 4887             | 3590             |                  |
| --------------------------------------------- | ---------------- | ---------------- | ---------------- | ---------------- | ---------------- | ---------------- | ---------------- | ---------------- | ---------------- | ---------------- | ---------------- | ---------------- | ---------------- |
| Джерело:                                      |                  |                  |                  |                  |                  |                  |                  |                  |                  |                  |                  |                  |                  |